# Xyletinus hanseni
Xyletinus hanseni is een keversoort uit de familie klopkevers (Anobiidae). De wetenschappelijke naam van de soort is voor het eerst geldig gepubliceerd in 1947 door Jansson.